# Tessellota cancellata
Tessellota cancellata är en fjärilsart som beskrevs av Hermann Burmeister 1878. Tessellota cancellata ingår i släktet Tessellota och familjen björnspinnare. Inga underarter finns listade i Catalogue of Life.